# Lázaro Martínez (sprinter)
Lázaro Martínez Despaigne (ur. 11 listopada 1962 w Hawanie) – kubański lekkoatleta, specjalizujący się w długich biegach sprinterskich, srebrny medalista letnich igrzysk olimpijskich w Barcelonie (1992) w biegu sztafetowym 4 x 400 metrów.

## Sukcesy sportowe
| Rok  | Miasto    | Zawody                                   | Konkurencja                      | Wynik                     |
| ---- | --------- | ---------------------------------------- | -------------------------------- | ------------------------- |
| 1983 | Hawana    | mistrzostwa Ameryki Środkowej i Karaibów | bieg na 400 m sztafeta 4 x 400 m | złoty medal               |
| 1983 | Caracas   | igrzyska panamerykańskie                 | bieg na 400 m                    | srebrny medal             |
| 1984 | Moskwa    | "Przyjaźń-84"                            | bieg na 400 m sztafeta 4 x 400 m | 7. miejsce 3. miejsce     |
| 1985 | Kobe      | uniwersjada                              | sztafeta 4 x 400 m               | złoty medal               |
| 1987 | Rzym      | mistrzostwa świata                       | sztafeta 4 x 400 m               | brązowy medal             |
| 1989 | San Juan  | mistrzostwa Ameryki Środkowej i Karaibów | bieg na 400 m sztafeta 4 x 400 m | srebrny medal złoty medal |
| 1989 | Barcelona | puchar świata                            | sztafeta 4 x 400 m               | 1. miejsce                |
| 1991 | Hawana    | igrzyska panamerykańskie                 | sztafeta 4 x 400 m               | złoty medal               |
| 1991 | Tokio     | mistrzostwa świata                       | sztafeta 4 x 400 m               | 8. miejsce                |
| 1992 | Barcelona | igrzyska olimpijskie                     | sztafeta 4 x 400 m               | srebrny medal             |
| 1993 | Ponce     | igrzyska Ameryki Środkowej i Karaibów    | sztafeta 4 x 400 m               | złoty medal               |

## Rekordy życiowe
- bieg na 200 metrów – 20,88 – Hawana 06/03/1993
- bieg na 300 metrów – 33,53 – San Sebastián 20/02/1990
- bieg na 400 metrów – 45,37 – Caracas 27/08/1983
- bieg na 400 metrów (hala) – 46,26 – Pireus 20/02/1988